# Habenaria balfouriana
Habenaria balfouriana är en orkidéart som beskrevs av Rudolf Schlechter. Habenaria balfouriana ingår i släktet Habenaria och familjen orkidéer. Inga underarter finns listade i Catalogue of Life.